# Berg-Klee
Der Berg-Klee (Trifolium montanum) ist eine Pflanzenart aus der Gattung Klee (Trifolium) in der Unterfamilie der Schmetterlingsblütler (Faboideae) innerhalb der Familie der Hülsenfrüchtler (Fabaceae). Sie ist in Eurasien verbreitet.

## Beschreibung

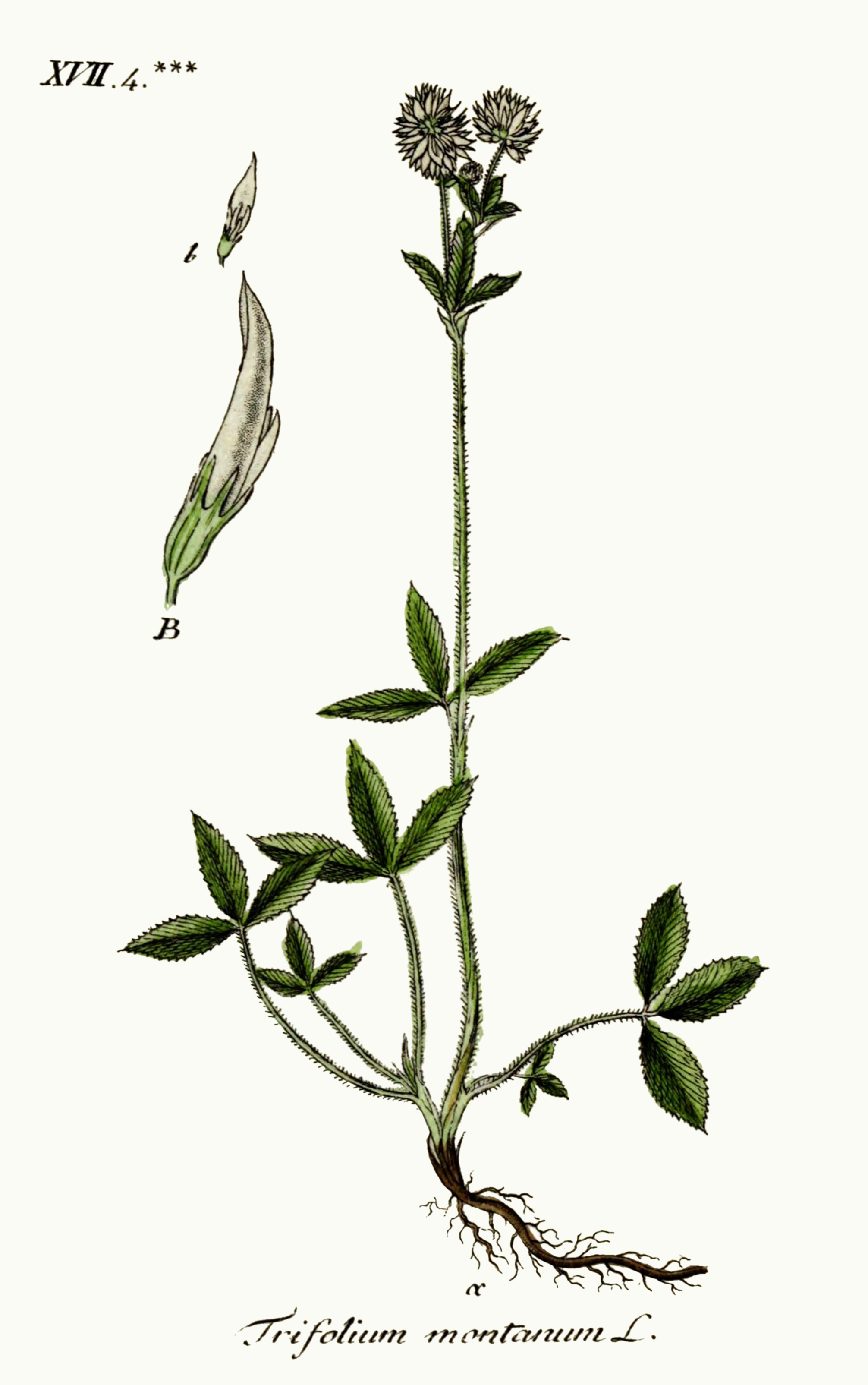
Illustration aus Deutschlands Flora in Abbildungen nach der Natur, Band 4, Tafel 38

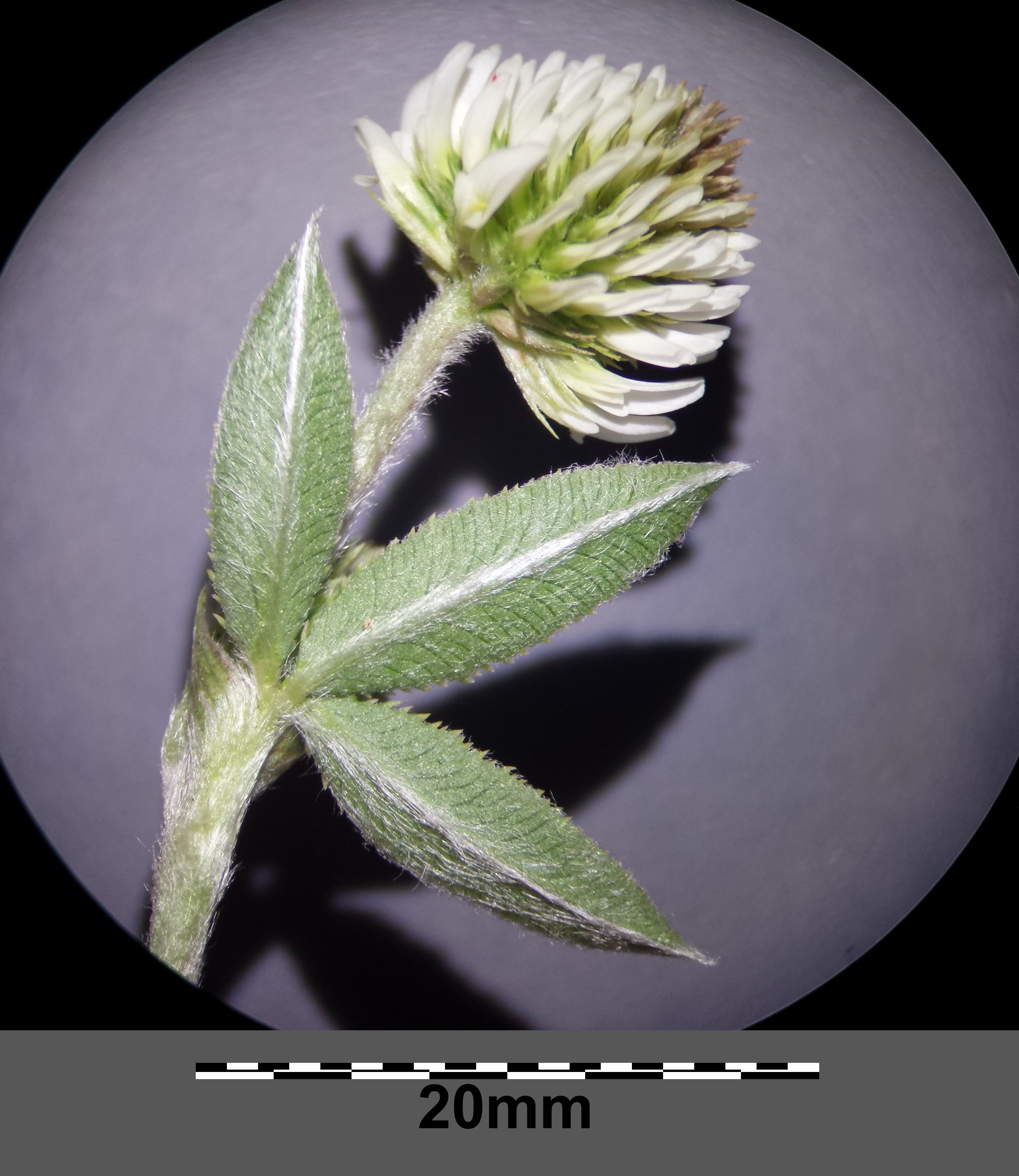
Stängel mit Laubblatt und Blütenstand

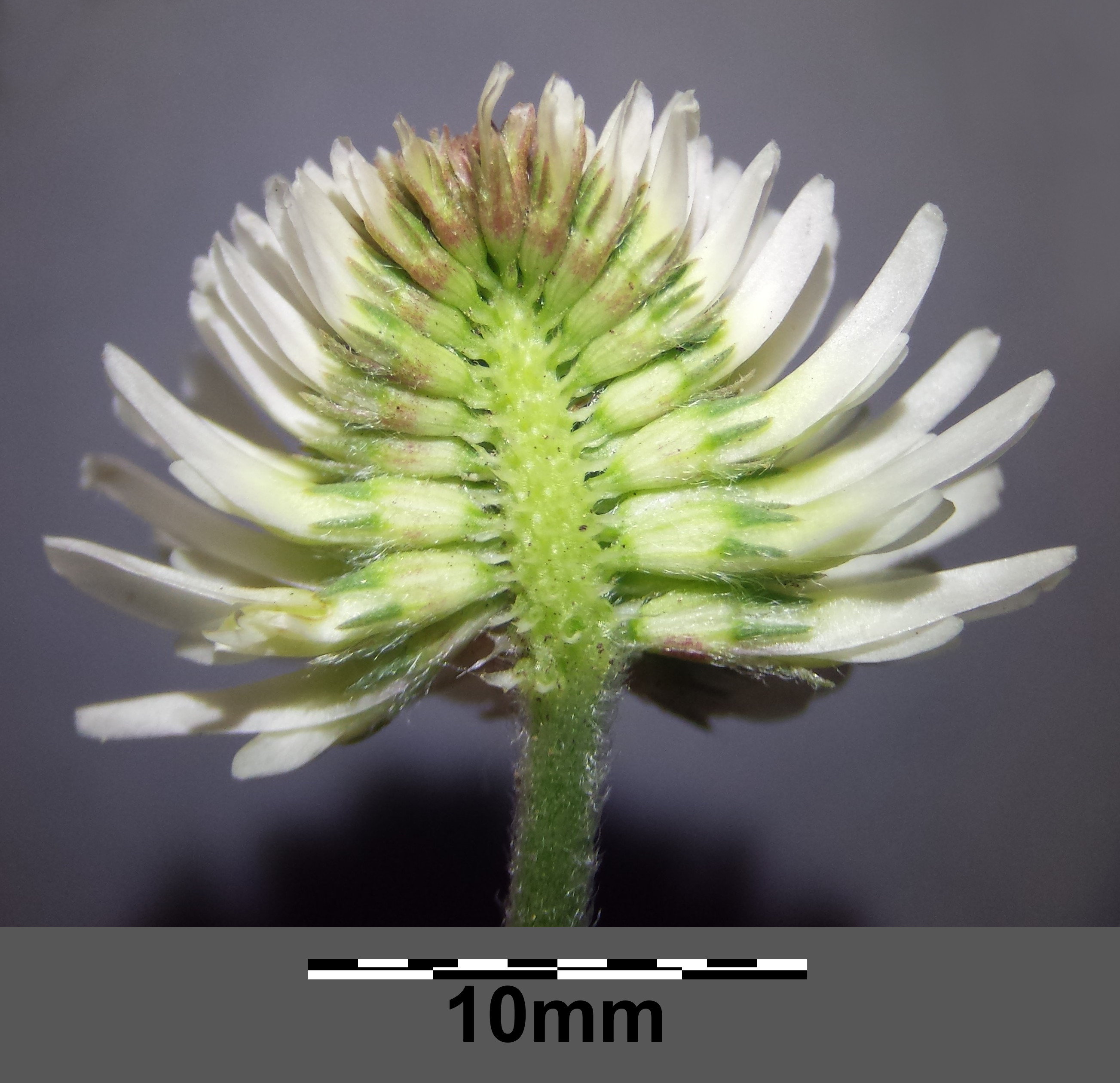
Blütenstand, vordere Blüten entfernt.

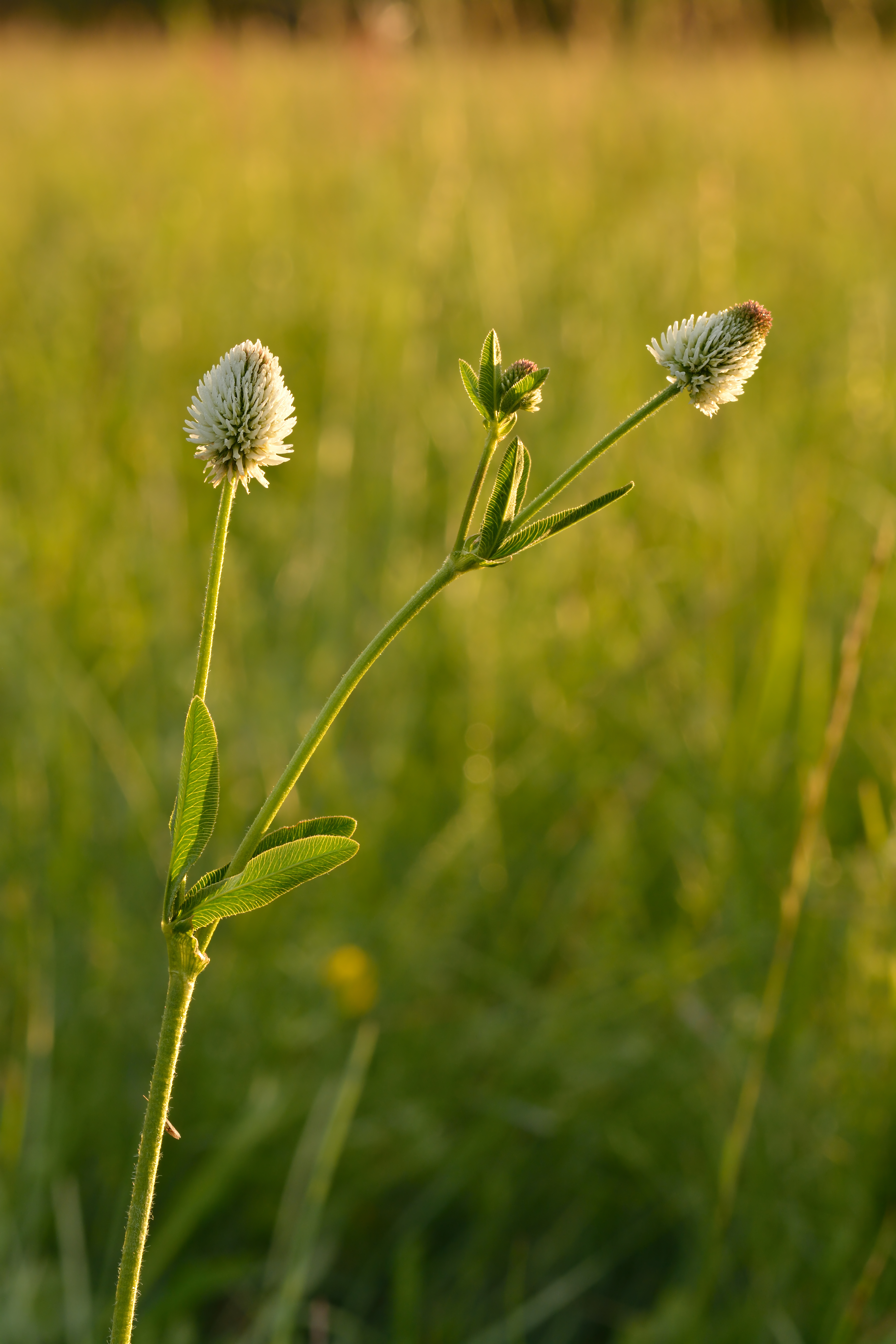
Noch etwas knospige Blütenstände

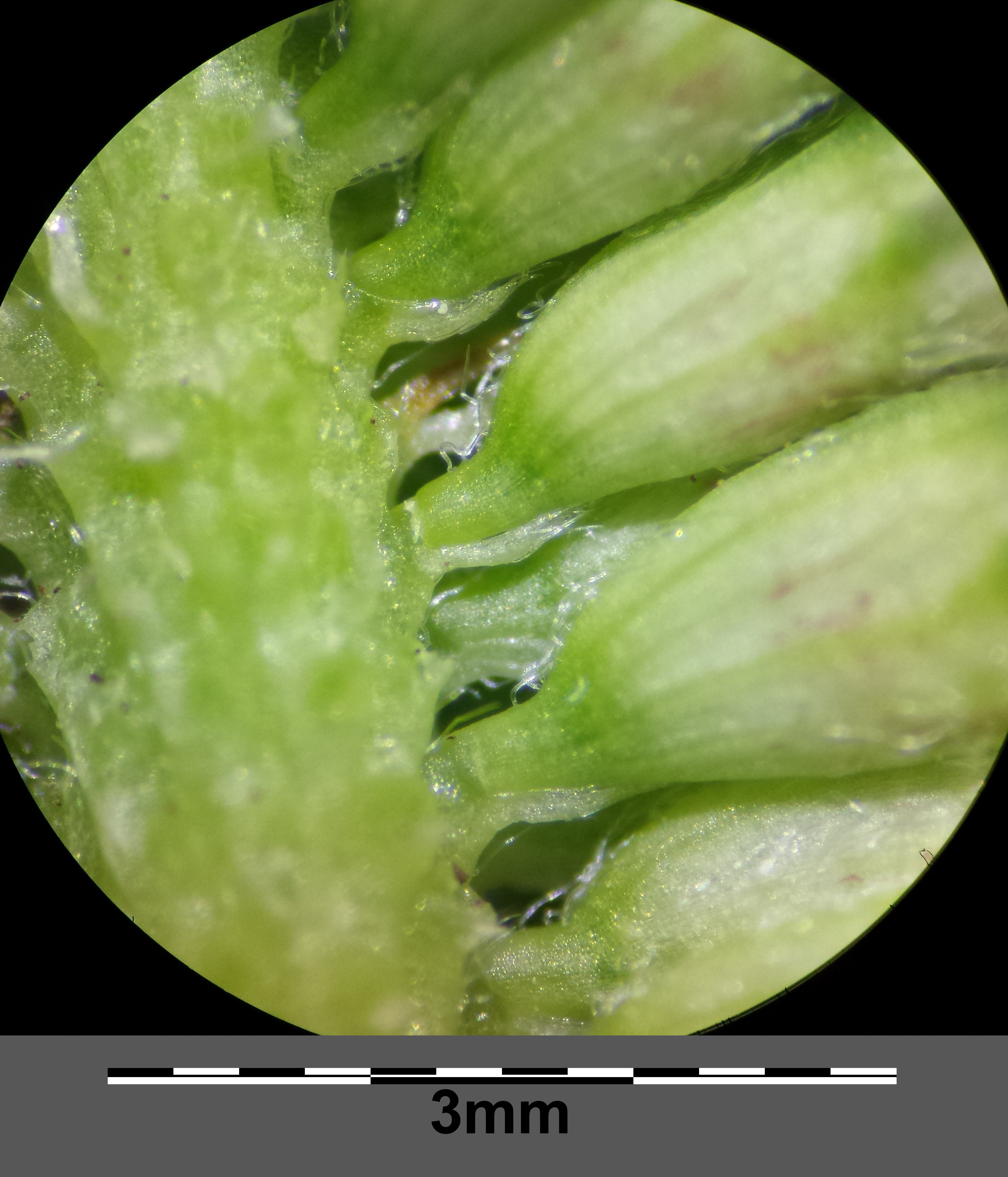
Der Blütenstand ist eine brakteose Dolde: die Blüten sitzen in der Achsel kleiner Deckblätter.

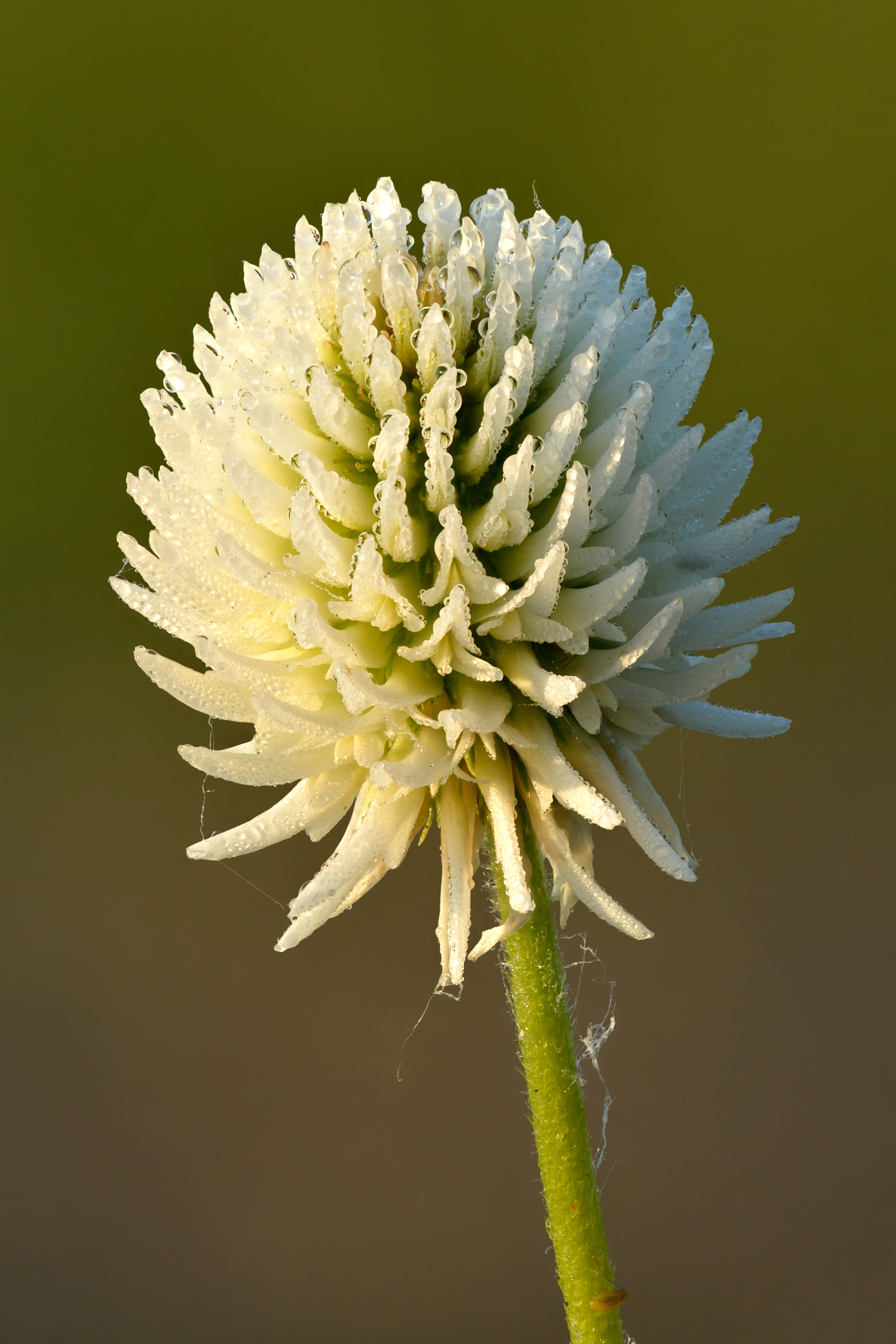
Köpfchenförmiger Blütenstand

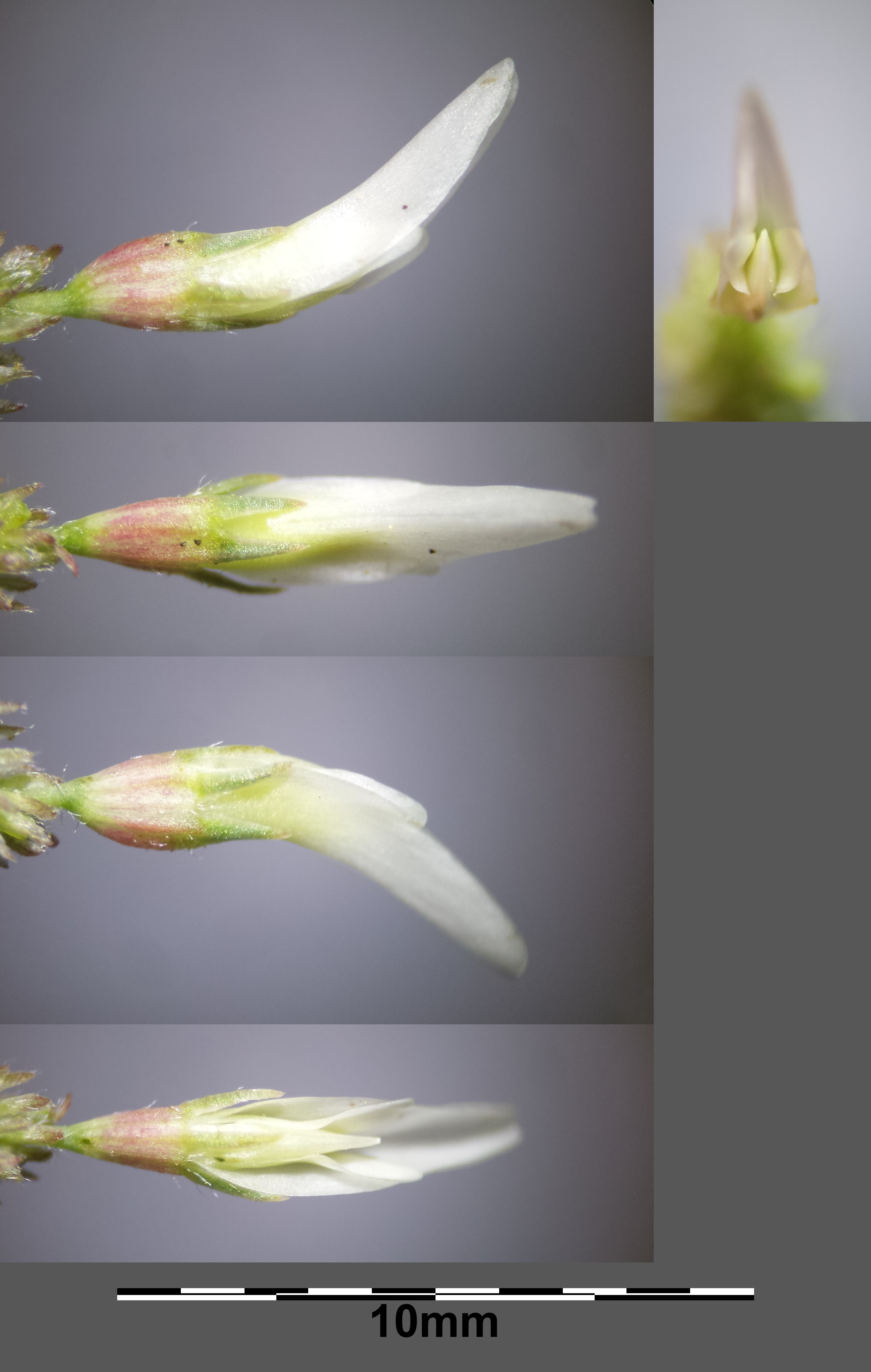
Blüte

### Vegetative Merkmale
Der Berg-Klee wächst als sommergrüne, ausdauernde krautige Pflanze und erreicht meist Wuchshöhen von 15 bis 40 Zentimetern. Der aufrechte Stängel ist auf seiner ganzen Länge wollig behaart (Trichome). Am Grunde ist die Laubblattrosette aus den Resten von alten Blattscheiden umhüllt.
Die wechselständig angeordneten Laubblätter sind in Blattstiel und -spreite gegliedert. Die gefiederten Blattspreiten bestehen aus drei Fiederblättchen. Die am Rande stachelig gezähnten Fiederblättchen sind bei einer Länge von 2 bis 4, selten bis zu 6 Zentimetern sowie einer Breite von 10 bis 15, selten bis zu bis 20 Millimetern länglich-lanzettlich. Die Blattunterseite anfangs behaart und wird später oft kahl. Die Nebenblätter sind eiförmig mit zugespitztem oberen Ende und weit mit dem Stängel verwachsen.

### Generative Merkmale
Die Hauptblütezeit liegt in den Monaten Mai bis Juli. An einem Stängel befinden sich meist zwei köpfchenförmige Blütenstände, die in der Regel einen Durchmesser von 15 bis 20 Millimeter aufweisen. Von den zwei Blütenständen überragt der untere oft den oberen scheinbar endständigen. Der Blütenstandsschaft ist 1 bis 7 Zentimeter lang. Der Blütenstiel ist etwa 1 Millimeter lang.
Die zwittrigen Blüten sind als Schmetterlingsblüte zygomorph und fünfzählig mit doppelter Blütenhülle. Die pfriemlichen und gerade vorgestreckten Kelchzähne sind fast gleich lang und so lang oder etwas länger als die zehnnervige Kelchröhre. Die 7 bis 9 Millimeter lange Krone ist weiß bis gelblich-weiß; nach dem Verblühen wird die Blütenkrone rötlich-graubraun.
Die Fruchtreife beginnt ab August. Die Hülsenfrucht ist meist einsamig.
Die Chromosomenzahl beträgt 2n = 16.

## Ökologie
Der Berg-Klee ist ein Hemikryptophyt.
Die Bestäubung erfolgt durch Bienenverwandte sowie durch Tag- und Nachtfalter.
Die Diasporen unterliegen der Darm- und Zufallsausbreitung durch Weidetiere.

## Vorkommen
Der Berg-Klee kommt in Mittel- und Südeuropa vor. Östlich dringt er bis Westsibirien, den Kaukasusraum und den Iran vor. In Europa hat er in fast allen Ländern ursprüngliche Vorkommen und fehlt nur in Portugal, im Vereinigten Königreich, Irland, Island, Dänemark, den Niederlanden, Luxemburg, Griechenland und im europäischen Teil der Türkei. In Deutschland ist der Berg-Klee im mittleren und südlichen Teil verbreitet, im Norden und Nordwesten fehlt er in der Regel vollständig. In Österreich und der Schweiz ist Trifolium montanum recht häufig zu finden.
Der Berg-Klee wächst in Halbtrockenrasen und in Trockenrasengesellschaften. Er gedeiht meist auf warmen, oft tonigen und humosen Kalklehmböden. Der Berg-Klee hat in Mitteleuropa seinen Schwerpunkt in Pflanzengesellschaften des Mesobromion oder des Cirsio-Brachypodion. Er steigt in den Allgäuer Alpen am Gipfel der Jöchelspitze in Tirol bis zu einer Höhenlage von 2226 Metern auf. Im Wallis im Findelental in der Schweiz wurde er in einer Höhenlage von 2560 Metern beobachtet.
Die ökologischen Zeigerwerte nach Landolt et al. 2010 sind in der Schweiz: Feuchtezahl F = 2w (mäßig trocken aber mäßig wechselnd), Lichtzahl L = 4 (hell), Reaktionszahl R = 4 (neutral bis basisch), Temperaturzahl T = 3 (montan), Nährstoffzahl N = 2 (nährstoffarm), Kontinentalitätszahl K = 4 (subkontinental).

## Systematik
Der Berg-Klee wurde zuerst beschrieben und abgebildet 1542 durch von Leonhart Fuchs als Trifolium pratense album, Weyss Wysenklee in De Historia Stirpium commentarii insignes, S. 818. Die korrekte Erstbeschreibung wurde 1753 durch Carl von Linné in Species Plantarum, Tomus II, S. 770 als Trifolium montanum durchgeführt. Die Artbezeichnung hatte Linné von Caspar Bauhins Pinax übernommen.
Je nach Autor gibt es mehrere Unterarten:
- Trifolium montanum subsp. gayanum (Gren. & Godr.) O.Bolòs & Vigo: Sie kommt in Spanien und in Frankreich vor.[5]
- Trifolium montanum subsp. humboldtianum (A.Braun & Asch.) M.Hossain: Sie kommt nur in Marokko vor.[5]
- Trifolium montanum L. subsp. montanum: Sie kommt in Spanien, Frankreich, Belgien, Deutschland, Schweiz, Italien, Österreich, Norwegen, Schweden, Finnland, Polen, in der früheren Tschechoslowakei und im früheren Jugoslawien, Ungarn, Bulgarien und Rumänien vor.[5]
- Trifolium montanum subsp. rupestre (Ten.) Nyman: Sie kommt in Frankreich und in Italien vor.[5]

## Nutzung
Der Berg-Klee wurde als Volksmittel gegen Lungenleiden gebraucht.